# Fontyňasy
Fontyňasy (ukrajinsky Фонтиняси) jsou část obce Šyrokyj Luh v neresnyckém územním společenství (hromadě) v okrese Ťačiv v Zakarpatské oblasti Ukrajiny. V roce 2025 zde žilo 655 obyvatel.